# Йомеддін (фільм)
«Йомеддін» (Yomeddine) — копродукційний комедійний фільм Єгипту, США та Австрії 2018 року, повнометражний режисерський дебют Абу Бакра Шоукі. Світова прем'єра фільму відбулася 9 травня 2018 року на 71-му Каннському міжнародному кінофестивалі, де він брав участь в основній конкурсній програмі та здобув Приз Франсуа Шале.
У вересні 2018 року фільм було висунуто від Єгипту претендентом на 91-шу премію «Оскар» Американської кіноакадемії в номінації за найкращий фільм іноземною мовою.

## Сюжет
Бешай і Шику — дві самотні людини, що подорожують на ослі, запряженому у візок, у пошуках родини Бешая. Головна мета Бешая, який усе життя прожив в колонії для прокажених, знехтуваних суспільством ізгоїв, — знайти свого батька, який залишив його, коли Бешай був дитиною. Його юний учень Шику всюди йде за своїм учителем.

## У ролях
| • Реді Гамаль         | … | Бешай     |
| • Ахмед Абдельхафіз   | … | Обама     |
| • Шахіра Фахмі        | … | медсестра |
| • Мохамед Абдель Азим | … |           |
| • Осама Абдаллах      | … |           |
| • Шехаб Ібрагім       | … |           |

## Знімальна група
- Автор сценарію — Абу Бакр Шоукі
- Режисер-постановник — Абу Бакр Шоукі
- Продюсер — Діна Імам
- Виконавчі продюсери — Гілл Голленд, Мішель Меркт,
- Асоційований продюсер — Даніель Зіскінд
- Співпродюсери — Мохамед Хефзі, Мохамед Сакр, Абу Бакр Шоукі
- Оператор — Федеріко Сеска
- Композитор — Омар Фадель
- Монтаж — Ерін Грінвелл
- Художник-постановник — Лаура Мосс
- Артдиректори — Лаура Мосс, Шорук Ель Аттар

## Нагороди та номінації
| Список нагород та номінацій         | Список нагород та номінацій | Список нагород та номінацій | Список нагород та номінацій | Список нагород та номінацій | Список нагород та номінацій |
| Кінофестиваль/Кінопремія            | Рік                         | Категорія                   | Номінант(и)                 | Результат                   | Дж                          |
| ----------------------------------- | --------------------------- | --------------------------- | --------------------------- | --------------------------- | --------------------------- |
| Каннський міжнародний кінофестиваль | 2018                        | Золота пальмова гілка       | Йомеддін                    | Номінація                   | [ 1 ]                       |
| Каннський міжнародний кінофестиваль | 2018                        | Золота камера               | Йомеддін                    | Номінація                   | [ 1 ]                       |
| Каннський міжнародний кінофестиваль | 2018                        | Приз Франсуа Шале           | Йомеддін                    | Перемога                    | [ 3 ]                       |